# The Legal Wife
The Legal Wife è una serial televisivo filippino trasmesso su ABS-CBN dal 27 gennaio al 13 giugno 2014.

## Trama
La storia ruota intorno a Monica Santiago. A causa del passato che ha incontrato con sua madre Eloisa, la sua vita viene messa alla prova in un ambiente completamente nuovo con suo padre Javier e i suoi due fratelli Javi e Jasper. Attraverso una serie di circostanze, incontrerà e si innamorerà di Adrian, l'uomo che le insegnerà come amare di nuovo, e l'uomo che può anche spezzarle il cuore.

## Personaggi

### Personaggi principali
- Monica "Ikay" Santiago-de Villa, interpretata da Angel Locsin
- Adrian de Villa, interpretato da Jericho Rosales
- Nicole Esquivel, interpretata da Maja Salvador
- Max Gonzales interpretato da JC de Vera

### Personaggi secondari
- Javier Santiago, Sr. interpretato da Christopher de Leon
- Eloisa Santiago, interpretata da Rio Locsin
- Dante Ramos interpretato da Mark Gil
- Sandra de Villa, interpretata da Maria Isabel Lopez
- Javier "Javi" Santiago. Jr. interpretato da Joem Bascon
- Jasper Santiago interpretato da Ahron Villena
- Bradley, interpretato da Janus del Prado
- Rowena, interpretata da Matet de Leon

### Altri personaggi
- Miguel Zapanta, interpretato da Bernard Palanca
- Samboy, interpretato da Vandolph Quizon
- Andrew de Villa, interpretato da Joe Vargas
- Trish de Villa, interpretata da Pamu Pamorada
- Yaya Krising, interpretata da Odette Khan
- Eduardo "Gramps" Esquivel, interpretato da Leo Rialp
- Emma Alvaro, interpretata da Pinky Marquez
- Bob Rivera, interpretato da Michael Flores
- Jon, interpretato da Thou Reyes
- Rhea, interpretata da Dionne Monsanto
- Anton, interpretato da Zeppi Borromeo
- Audrey, interpretata da Carla Humphries
- Vincent "Vince" Madriaga, interpretato da Johan Santos
- Javier "Thirdy" Santiago III, interpretato da Jesse James Ongteco e Yogo Singh
- Kelly, interpretata da Frenchie Dy
- Gwen Santiago, interpretata da Sonjia Calit

## Distribuzioni internazionali
| Paese      | Canale/i    | Prima TV assoluta | Titolo                              |
| ---------- | ----------- | ----------------- | ----------------------------------- |
| Vietnam    | TodayTV     | 23 ottobre 2015-? | Trò chơi tình ái                    |
| Kenya      | KTN         |                   | The Legal Wife                      |
| Nigeria    | MyTV Africa |                   | The Legal Wife                      |
| Tanzania   | Star TV     |                   | The Legal Wife                      |
| Indonesia  | RTV         |                   | The Legal Wife                      |
| Thailandia | Bright TV   | 2018              | รักกระชากใจ เดอะซีรีส์ ชุด เมียหมายเลขหนึ่ง |